# Micragrotis axylides
Micragrotis axylides là một loài bướm đêm trong họ Noctuidae.